# Středoamerická banka pro ekonomickou integraci
Středoamerická banka pro ekonomickou integraci (španělsky Banco Centroamericano de Integración Económica, zkratka BCIE) je mezinárodní rozvojová banka působící ve středoamerickém regionu.
Založena byla 13. prosince 1960 tehdejšími členy Organizace středoamerických států. Sídlo banky je Tegucigalpa - hlavní město Hondurasu. Cíle banky jsou boj s chudobou, regionální integrace a úspěšné zapojení Střední Ameriky jako celku do moderní globalizované světové společnosti.
Banka se specializuje především na poskytování půjček s nízkými úroky, které jsou primárně orientovány na rozvoj infrastruktury (dopravní stavby, telekomunikace, energetika) a ochranu životního prostředí. Jelikož má každá z členských zemí používá rozdílnou měnu, byla zavedena umělá účetní jednotka používaná bankou - „středoamerické peso“. Tato účetní jednotka je ekvivalentní k americkému dolaru.

## Zúčastněné státy
Následující přehled zúčastněných států zahrnuje všechny státy zapojené do financování BCIE (stav v dubnu 2020):
| Zakládající státy - Nikaragua - Honduras - Salvador - Guatemala - Kostarika |  | Nezakladatelské zapojené státy - Panama - Dominikánská republika - Belize |  | Mimoregionální státy - Mexiko - Tchaj-wan - Argentina - Španělsko - Kolumbie - Kuba - Jižní Korea |